# Francesco Caligaris
Francesco Caligaris (Fontanetto Po, 17 ottobre 1824 – Roma, 31 agosto 1895) è stato un politico italiano.
Fu senatore del Regno d'Italia nella XVII legislatura.